# Chutes Wagner
Pour les articles homonymes, voir Wagner.
Les chutes Wagner (Wagner Falls) sont une chute d'eau située sur le ruisseau Wagner près de Munising, dans le comté d'Alger, dans le Haut-Michigan. Elles se trouvent sur le site pittoresque des chutes Wagner, un parc d'État du Michigan du département des ressources naturelles du Michigan.
Les chutes sont situées près de la jonction des autoroutes M-28 et M-94 et peuvent être atteintes par un court sentier et une passerelle. L'eau qui coule des chutes rejoint la rivière Anna située en aval des chutes et se déverse dans le lac Supérieur, près de Munising. 
| Upper portion of Wagner Falls |